# Porpax asperipes
Porpax asperipes är en trollsländeart som beskrevs av Karsch 1896. Porpax asperipes ingår i släktet Porpax och familjen segeltrollsländor. IUCN kategoriserar arten globalt som livskraftig. Inga underarter finns listade i Catalogue of Life.